# Pătuleni
Pătuleni – wieś w Rumunii, w okręgu Ardżesz, w gminie Rătești. W 2011 roku liczyła 1011 mieszkańców.